# 觉木街道
觉木街道是中华人民共和国西藏自治区林芝市巴宜区下辖的一个街道办事处。

## 行政区划
觉木街道下辖以下村级行政区划单位：
双拥路社区和沿河社区。